# КодерДоджо
КодерДоджо (англ. CoderDojo) — це всесвітня мережа безкоштовних клубів програмування для молодих людей. Будь-хто у віці від семи до сімнадцяти років може відвідувати Dojo та вивчати програмування, основи створення сайту або гри. Досліджувати технології в неформальному та творчому середовищі. Ініціатори КодерДоджо переконані, що розуміння мов програмування набуває все більшого значення в сучасному світі. Найкраще та найлегше опановувати ці навички якомога раніше і що ніхто не повинен бути позбавлений можливості зробити це.

## Історія
Засновники Джеймс Велтон і Білл Ляо організували в 23 липня 2011 року перший Dojo, який відбувся в НСК Корк, Ірландія. Джеймс і Білл були самоучки програмісти та хотіли створити простір, де молоді люди могли б вивчати кодування в комфортному для них середовищі. Менш ніж за один рік рух CoderDojo поширився по всій Ірландії та інших містах, таких як Лондон в Англії та Сан-Франциско в Сполучених Штатах. Фонд КодерДоджо створив у 2013 році Джеймс Велтон для підтримки поширення глобального руху. CoderDojo — це справжній глобальний феномен. Добровольці в усьому світі допомагають молодим людям побудувати світле майбутнє з допомогою кодування.